# Cascades de Lequarci
Les cascades de Lequarci sont situées dans la ville de Santa Barbara, dans la municipalité d'Ulassai, (province de Nuoro) en Sardaigne. Elles sont considérées comme les cascades les plus impressionnantes de l'île. Les eaux du Rio Lequarci, provenant du plateau de Baulassa et de Martalaussai, descendent avec différents ruisseaux d'une falaise de calcaire à un amphithéâtre faisant un saut d'environ 50 mètres pour une largeur d'environ 70 mètres , après quoi elles s'écoulent impétueusement pour un autre dénivelé de 75 mètres avant de couler dans de petits lacs. Elles ne sont observables que pendant les périodes de fortes précipitations  . 

## Galerie d'images

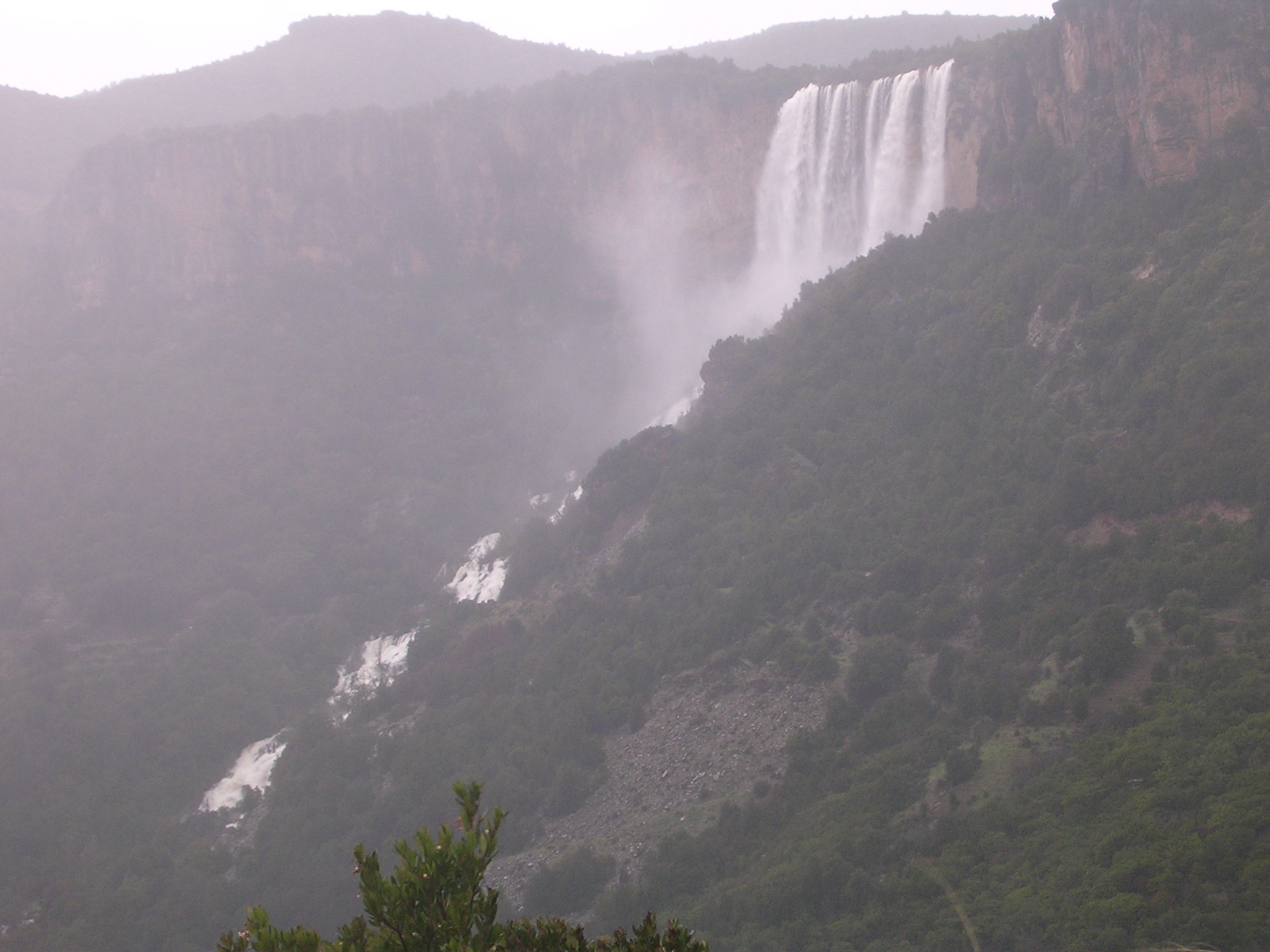
Cascades de Lequarci vues de Su Sussiu
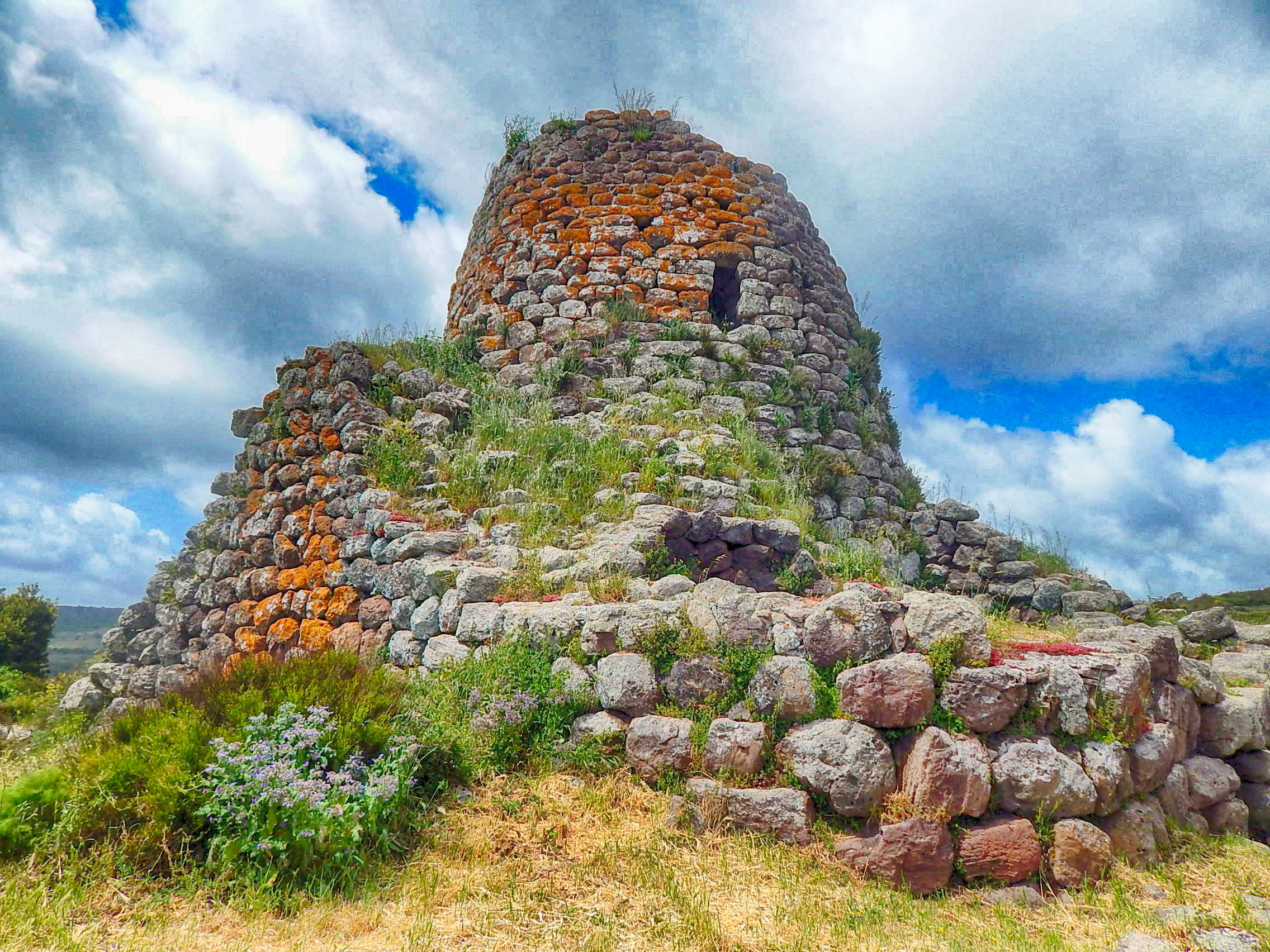
Cascades de Lequarci vues depuis la route Ulassai-Perdasdefogu